# Tearce
Teartse (Macedonisch: Теарце; Albanees: Tearcë) is een gemeente in Noord-Macedonië.
Teartse telt 22.454 inwoners (2002). De oppervlakte bedraagt 136,54 km², de bevolkingsdichtheid is 164,4 inwoners per km². Bijna 19 duizend inwoners zijn etnische Albanezen (84,4%). De grootste minderheid vormen de etnische Macedoniërs met zo'n 12,2% van de totale bevolking.